# Dochodowa elastyczność popytu
Dochodowa elastyczność popytu – stosunek względnej zmiany wielkości popytu na dobro do względnej zmiany dochodu.
Wiąże ze sobą procentową zmianę wielkości sprzedaży ze zmianami dochodu konsumentów, przy założeniu stałości wszystkich pozostałych czynników. 

## Opis
Dochodowa elastyczność popytu informuje, w jaki sposób zmiany dochodu nabywcy wpływają na wielkość popytu na dobro. Miernikiem tej reakcji jest współczynnik dochodowej elastyczności popytu, który ma postać:
{\displaystyle E_{ID}=\pm {\frac {\Delta D}{D}}:{\frac {\Delta I}{I}}=\pm {\frac {\Delta D}{\Delta I}}\cdot {\frac {I}{D}},}
gdzie:
- {\displaystyle E_{ID}} – dochodowa elastyczność popytu,
- {\displaystyle \Delta D} – przyrost popytu,
- {\displaystyle D} – wielkość popytu,
- {\displaystyle \Delta I} – przyrost dochodu,
- {\displaystyle I} – wielkość dochodu.

Dochodowa elastyczność popytu jest relacją między procentową zmianą popytu na dane dobro a procentową zmianą dochodów nabywców. Mówi ona, o ile procent zmieni się popyt, jeżeli dochody nabywców zmienią się o 1%.

## Współczynnik dochodowej elastyczności popytu
- Wartość ujemna dla dóbr podrzędnych.
- Wartość dodatnia dla:
  - dóbr normalnych,
    - przedział [0,1] dla dóbr podstawowych,
    - większy od 1 dla dóbr luksusowych.

Jeśli zmiany dochodu i popytu są jednokierunkowe, tj. wzrost dochodu powoduje wzrost popytu, to współczynnik dochodowej elastyczności popytu przyjmuje wartości dodatnie. Są jednak dobra, np. chleb, które charakteryzują się nietypową reakcją popytu na wzrost dochodów. Dobra niższego rzędu mają ujemną dochodową elastyczność popytu {\displaystyle (E_{ID}<0).} Wzrost dochodu zmniejsza wielkość zapotrzebowania na te dobra, a zarazem ich udział w budżetach nabywców (przykładowo wzrost dochodu spowoduje zastępowanie wędlin niższej jakości wędlinami lepszymi jakościowo).
Dobra niezaliczane do dóbr niższego rzędu to dobra normalne. Mają one dodatnią dochodową elastyczność popytu.
Dobra podstawowe mają elastyczność dochodową popytu mniejszą od jedności {\displaystyle (0<E_{ID}<1).} Kiedy budżet wzrasta, następuje spadek udziału tych dóbr w budżecie. Przykładowo, gdy wzrost dochodu o 10% spowoduje wzrost popytu o 5%, współczynnik dochodowej elastyczności popytu wynosi 0,5. Im bliżej zera, tym mniejsza elastyczność. Gdy {\displaystyle (E_{ID}=0),} popyt jest sztywny, tzn. nie reaguje na zmianę dochodu.
Dobra luksusowe, np. jacht, mają dochodową elastyczność popytu większą od jedności. Wzrost dochodów zwiększa popyt na te dobra i ich udział w budżetach nabywców. Kiedy {\displaystyle (E_{ID}>1)} względna zmiana popytu jest większa od względnej zmiany dochodu – popyt jest wysoce elastyczny.
Współczynnik dochodowej elastyczności popytu może być równy jedności {\displaystyle (E_{ID}=1).} Oznacza to, że względna zmiana dochodu jest równa względnej zmianie popytu (przykładowo wzrost dochodu o 10% powoduje wzrost popytu o 10% – jest to tzw. elastyczność wzorcowa).

## Znaczenie dochodowej elastyczności popytu
Dochodowa elastyczność popytu jest ważnym narzędziem pomiaru wrażliwości sprzedaży dóbr (produktów) na zmiany koniunkturalne w gospodarce. 
Znajomość dochodowej elastyczności popytu jest niezbędna do prognozowania zmian w strukturze popytu konsumpcyjnego, zachodzących m.in. pod wpływem wzrostu gospodarczego i wzrostu poziomu zamożności. Poza tym badanie zmian struktury popytu pod wpływem zmian dochodów jest przydatne do obliczania wskaźnika kosztów utrzymania w różnych grupach społecznych i zawodowych ludności oraz do prowadzenia odpowiedniej polityki socjalnej przez państwo.
Badania dotyczące reakcji popytu na zmiany dochodów oraz budżetów domowych pozwoliły określić kolejność i rozmiary wydatków przeznaczanych przez konsumentów na zakup określonych dóbr i usług: najpierw są zaspokajane potrzeby podstawowe (głównie żywnościowe), które pochłaniają większą część dochodu u konsumentów posiadających niskie dochody, a dopiero po zaspokojeniu potrzeb podstawowych, pozostała część dochodu może być przeznaczona na zaspokojenie potrzeb wyższego rzędu.